# Andaraí (escola de samba)
A Associação Cultural Social e Esportiva Grêmio Recreativo Escola de Samba Andaraí é uma escola de samba da cidade de Vitória, no estado brasileiro do Espírito Santo. A "Entidade Carnavalesca" mais antiga do Carnaval Capixaba em atividade, fundada em 1946.

## História
Andaraí surgiu na década de 40, a partir do time de futebol, nas cores azul e branco, posteriormente, em 46, fora fundada a batucada do Andaraí, que desfilava em Vitória como bloco. Na década de 70 se firmou como Associação Cultural Social e Esportiva Grêmio Recreativo Escola de Samba Andaraí e em 1975, foi batizada pela Estação Primeira de Mangueira, sendo assim, a agremiação acolheu as cores verde e rosa. 
Paralelamente, para reviver a história, o time foi reativado, com as mesmas cores da década de 80. Era um time de várzea, mas com muita luta chegou à segunda divisão, disputando, inclusive, dois campeonatos dessa mesma categoria promovidos pela FES. Este time se manteve ativo até 1989.
Na década de 80, a nova geração do bairro Santa Marta — Marinho, Evaldo, Carlos, Luís, Eliane Bandeira e Evandro — resolveu colocar a agremiação, que estava há quase uma década fora da avenida, de volta à ativa. De fato, retornou com o enredo "Andaraí e sua história através dos tempos". Essas pessoas tinham o sonho de resgatar toda a história de uma das mais tradicionais agremiações desportivas e carnavalesca do Espírito Santo. De lá para cá, a agremiação sofreu com a inatividade dos desfiles das escolas de samba de Vitória até meados da década de 90, quando retornou com força total à elite do Carnaval Capixaba.
Nos últimos anos, a Andaraí tem oscilado entre os grupos Especial e de Acesso, tentando se manter na elite.

## Segmentos

### Presidentes
| Nome                 | Mandato          | Ref.                    |
| -------------------- | ---------------- | ----------------------- |
| Ewaldo Nunes         | 1984-1985        |                         |
| Nêgo                 | 1986-1987        |                         |
| Henrique Belge       | 1988-1989        |                         |
| Ewaldo Nunes         | 1990 - 1993      |                         |
| Marinho              | 1999-2001        |                         |
| Ewaldo Nunes         | 2002-2004        |                         |
| Comissão de Carnaval | 2005             |                         |
| Marinho              | 2006-2007        |                         |
| Thiago Nunes         | 2008-2010        |                         |
| Marcos Machado       | 2011-2013        |                         |
| Márcio Ricardo       | 2013-2019        | [ 2 ] [ 3 ] [ 4 ] [ 5 ] |
| Thiago Bandeira      | 2019- atualidade |                         |

### Presidentes de honra
| Nome               | Mandato         | Ref. |
| ------------------ | --------------- | ---- |
| Edwaldo Luiz Nunes | Até 2019        |      |
| Toninho            | 2019-atualidade |      |

### Diretores
| Ano       | Diretor Geral de Harmonia | Ref. |
| --------- | ------------------------- | ---- |
| 2007      | Márcio Ricardo            |      |
| 2008      | Kelly Cristina            |      |
| 2009-2013 | Márcio Ricardo            |      |
| 2014      | Eduardo Amorim            |      |
| 2015-2016 | Wesley Motta              |      |
| 2017      | Thiago Bandeira           |      |
| 2018      | Marinilce Pereira         |      |
| 2019      | Wander Firmino            |      |
| 2020-2021 | Oliveira                  |      |
| 2022      | Wesley Denadai            |      |
| 2023      | Leandro Nunes             |      |
| 2024      | Kelly Cristina            |      |
| 2025      | Kelly Cristina e Juninho  |      |

### Carro de Som
| Intérprete                                         | Ano           | Ref.  |
| -------------------------------------------------- | ------------- | ----- |
| Hélio Carneirinho                                  | Década de 70  |       |
| Satu                                               | 1980 - 1983   |       |
| Lauro Campos                                       | 1984 - 1988   |       |
| Mael                                               | 1989-1992     |       |
| Lauro Campos                                       | 1999-2002     |       |
| Alvimar Guimarães (Detefon)                        | 2003          |       |
| Lauro Campos                                       | 2004-2005     |       |
| Gilson da Rosas ( Gravação) João Machado (avenida) | 2006          |       |
| Lauro Campos                                       | 2007-2024     |       |
| Emerson Dias                                       | 2025-presente | [ 6 ] |

### Casal de Mestre-sala e Porta-bandeira
| Período   | Nome                            | Ref.  |
| --------- | ------------------------------- | ----- |
| 2012      | Neném e Renatinha               | [ 7 ] |
| 2013-2014 | Tony e Delma                    | [ 7 ] |
| 2015      | Yuri e Fernanda Love            |       |
| 2016      | Hudson e Elyane                 |       |
| 2017      | Marcos Paulo e Pricylla Pirola  | [ 4 ] |
| 2018      | Marcos Paulo e Julia Demoner    | [ 8 ] |
| 2019      | Marcos Paulo e Marina Zanchetta |       |
| 2020-2022 | Weskley Blank e Alana Marques   |       |
| 2023      | Marcos Paulo e Alana Marques    |       |
| 2024      | Marcos Paulo e Marina Zanchetta |       |
| 2025      | Weskley Blank e Alana Marques   |       |

### Bateria
A bateria da Andaraí é denominada de "Puro Veneno"

#### Mestres
| Ano           | Mestre de Bateria  | Ref. |
| ------------- | ------------------ | ---- |
| 1984-2001     | Edu Amorim         |      |
| 2002          | Mestre Eufrázio    |      |
| 2003          | Mestre Barata      |      |
| 2004          | Edu Amorim         |      |
| 2005-2006     | Mestre Jorginho    |      |
| 2007          | Thiago Bandeira    |      |
| 2008-2009     | Mestre Jorginho    |      |
| 2010          | Thiago Bandeira    |      |
| 2011-2014     | Mestre Jorginho    |      |
| 2015          | Mestre Roni e Kaio |      |
| 2016-presente | Kaio Amorim        |      |

#### Corte de bateria
| Período      | Rainha               | Madrinha                   | Ref.                |
| ------------ | -------------------- | -------------------------- | ------------------- |
| Década de 50 | Dona Neca            |                            | [carece de fontes?] |
| 1988-1989    | Marcela              |                            |                     |
| 1990         | Tininha              |                            |                     |
| 1991-1992    | Marcilene            |                            |                     |
| 1999-2001    | Paula Oliveira       | Alyne Nunes                |                     |
| 2002         | Marcilene            |                            |                     |
| 2003         | Priscila Borges - RJ |                            |                     |
| 2004         | Bruna Passos         |                            |                     |
| 2005         | Neilane Neves        | Karol Campos e Tati Bombom |                     |
| 2006         | Neilane Neves        |                            |                     |
| 2007         | Roseane Ribeiro      | Renata Conceição           |                     |
| 2008         | Cristiane Stein      |                            |                     |
| 2009         | Juliana Campos       |                            |                     |
| 2010-2016    | Patrícia Telles      | Cristiane Stein            |                     |
| 2017 - 2018  | Juliany Simon        | Gisele Simon               | [ 4 ] [ 8 ]         |
| 2019         | Brysa Sousa          | Mariana Almeida            |                     |
| 2020         | Carol Barcelos       | Mariana Almeida            | [carece de fontes?] |
| 2021-2023    | Fernanda Passon      |                            |                     |
| 2024         | Stefany Adriano      | Mariana Almeida            |                     |
| 2025         | Fabrícia Vieira      | Mariana Almeida            |                     |

## Carnavais
| Ano | Colocação | Grupo | Enredo | Carnavalesco | Intérprete | Ref.          |
| --- | --- | --- | --- | --- | --- | ------------- |
| 1984 | 9º lugar | Acesso B | Andaraí! Três anos de glória | | Lauro da Andaraí | [ 9 ]         |
| 1985 | Vice-Campeã | Acesso B | Vem quem tem, quem quiser pode chegar | | Lauro da Andaraí | [ 9 ]         |
| 1986 | 8º lugar | Grupo Especial | Os grandes shows da vida | | Lauro da Andaraí | [ 9 ]         |
| 1987 | 9º lugar | Grupo Especial | Yes, nós temos Bahia | | Lauro da Andaraí | [ 9 ]         |
| 1988 | 6º lugar | Acesso A | Um século de liberdade | Comissão de Carnaval                                                                                                   | Lauro e Mael | [ 9 ]         |
| 1989 | | Acesso A | Aniversário da Rede Gazeta | Comissão de Carnaval                                                                                                   | Lauro e Mael | [ 9 ]         |
| 1990 | Campeã | Acesso B | Revolta de Queimados | Marcílio Dias | Mael | [ 9 ]         |
| 1991 | Campeã | Acesso A | As histórias que vovó contava | Marcílio Dias | Mael | [ 9 ]         |
| 1992 | Campeã | Acesso A | Aracruz, estrelando o papel principal | Marcílio Dias | Lauro e Mael | [ 9 ]         |
| Entre 1993 e 1997 não houve desfile oficial                                                                            | | | | | |               |
| 1998 | A escola de samba não desfilou                                                                                         | A escola de samba não desfilou                                                                                         | A escola de samba não desfilou | A escola de samba não desfilou                                                                                         | A escola de samba não desfilou                                                                                         |               |
| 1999 | Desfile não competitivo                                                                                                | | Amores da lua Compositores: Lourival das Neves e Lauro da Andaraí | Marcilio Dias | Lauro da Andaraí | [ 9 ]         |
| 2000 | Desfile não competitivo                                                                                                | | Milson Henriques - Criador e criaturas | Marcilio Dias e Wilson Nunes                                                                                           | Lauro da Andaraí | [ 9 ]         |
| 2001 | Desfile não competitivo                                                                                                | | Ibiraçu - Ibira-Pau-Açu, Gigante | Comissão de Carnaval                                                                                                   | Lauro da Andaraí | [ 9 ]         |
| 2002 | 10º lugar | Grupo Especial | O menino de Pindobas que conquistou o Espírito Santo, o Brasil e o mundo | Edinho Percegueira | Lauro da Andaraí | [ 9 ]         |
| 2003 | 4º lugar | Grupo Especial | Árvore encantada que deu a origem a Santa Marta | Edinho Percegueira | Alvimar Guimarães (Detefon)                                                                                            | [ 9 ]         |
| 2004 | 5º lugar | Grupo Especial | Mármore e granito: A força das pedras no Espírito Santo | Edinho Percegueira | Lauro da Andaraí | [ 9 ]         |
| 2005 | 7º lugar | Grupo Especial | Liberdade, a luta continua | Comissão de Carnaval                                                                                                   | Lauro da Andaraí | [ 9 ]         |
| 2006 | 5º lugar | Grupo Especial | Na loucura da vida e na folia... Todo mundo tem sua magia | Comissão de Carnaval                                                                                                   | João Victor | [ 9 ]         |
| 2007 | Vice-campeã | Grupo Especial | A Ferro e Fogo, a trajetória de um setor | Paulo Balbino | Lauro da Andaraí |               |
| 2008 | Vice-campeã | Grupo Especial | Comprar, vender... viver é prender | Paulo Balbino | Lauro da Andaraí |               |
| 2009 | 8º lugar | Grupo Especial | Sete Portais, Sete Encantos: Divino Espírito Santo | Marcello Portella | Lauro da Andaraí |               |
| 2010 | 11º lugar | Grupo Especial | O pão nosso de cada povo - argamassa da vida e medula dos mortais | Marcão Oliva | Lauro da Andaraí |               |
| 2011 | Campeã | Acesso A | Andaraí canta São Pedro: A terra sonhada era mangue, na lama prometida, a redenção! Luta, é a riqueza do lugar de toda bravura                                                           | Marcão Oliva | Lauro da Andaraí | [ 10 ]        |
| 2012 | 9º lugar | Grupo Especial | Milson Henriques, Bodas de Ouro em Verde e Rosa | Comissão de Carnaval                                                                                                   | Lauro da Andaraí |               |
| 2013 | 8º lugar | Grupo Especial | Andaraí canta em verso e prosa! 100 anos do Rio Branco, áureos tempos de lutas e glórias                                                                                                 | Sandro de Oliveira | Lauro da Andaraí | [ 11 ] [ 12 ] |
| 2014 | 5º lugar | Acesso A | Misticismo, sentimento, fé ou fascinação? Andaraí desvenda os mistérios da magia | Sandro de Oliveira | Lauro da Andaraí | [ 13 ]        |
| 2015 | Campeã | Acesso B | S.O.S. “TERRA“! Uma explosão de vida | Sandro de Oliveira | Lauro da Andaraí |               |
| 2016 | Vice-campeã | Acesso A | Era uma vez... | Sandro de Oliveira | Lauro da Andaraí | [ 14 ]        |
| 2017 | Campeã | Acesso A | Com uma paleta de cores vibrantes, Andaraí pinta seu carnaval | Sandro de Oliveira | Lauro da Andaraí | [ 4 ]         |
| 2018 | 7º lugar | Grupo Especial | Quem conta um conto aumenta um ponto com a certeza de quem viu! Mas não leve tão a sério é 1° de Abril                                                                                   | Sandro de Oliveira | Lauro da Andaraí | [ 5 ] [ 8 ]   |
| 2019 | 4° lugar | Acesso A | Heróis - A esperança de um povo. | Sandro de Oliveira | Lauro da Andaraí |               |
| 2020 | Campeã (Promovida) | Acesso A | "Na pancada da "marvada"... "Pinga", água que passarinho não bebe!" | Alex Santiago | Lauro da Andaraí | [ 15 ]        |
| Inicialmente adiados para o mês de julho, os desfiles do Carnaval 2021 foram cancelados devido a pandemia de Covid-19. | Inicialmente adiados para o mês de julho, os desfiles do Carnaval 2021 foram cancelados devido a pandemia de Covid-19. | Inicialmente adiados para o mês de julho, os desfiles do Carnaval 2021 foram cancelados devido a pandemia de Covid-19. | Inicialmente adiados para o mês de julho, os desfiles do Carnaval 2021 foram cancelados devido a pandemia de Covid-19.                                                                   | Inicialmente adiados para o mês de julho, os desfiles do Carnaval 2021 foram cancelados devido a pandemia de Covid-19. | Inicialmente adiados para o mês de julho, os desfiles do Carnaval 2021 foram cancelados devido a pandemia de Covid-19. | [ 16 ]        |
| 2022 | 3º lugar | Grupo Especial | "Mulembá!" | Alex Santiago | Lauro da Andaraí | [ 17 ]        |
| 2023 | 7° lugar (Rebaixada)                                                                                                   | Grupo Especial | "Carlos Magno e os Doze Pares de França: Imperador do Sertão, Soberano da Esperança" | Cid Carvalho | Lauro da Andaraí | [ 18 ]        |
| 2024 | 3° lugar | Acesso A | "As Histórias que VoVó Contava" (Reedição 1991) | Marcelo Braga | Lauro da Andaraí |               |
| 2025 | Campeã (Promovida) | Acesso A | "Mercado da Capixaba" Compositores: Danilo Cezar, Gabriel Nicolau, Xandinho Nocera, Nando do Cavaco, Fredy Vianna, André Filosofia, Alcides Júnior, Leandrinho LV, Dema e Ronny Potolski | Alex Santiago | Emerson Dias |               |
| 2026 | | Grupo Especial | "01/12/46" | Alex Santiago | |               |

## Títulos
| Títulos da Andaraí | Títulos da Andaraí | Títulos da Andaraí | Títulos da Andaraí                  | Títulos da Andaraí |
| Divisão            | Divisão            | Títulos            | Carnavais                           | Referências        |
| ------------------ | ------------------ | ------------------ | ----------------------------------- | ------------------ |
|                    | Segunda Divisão    | 6                  | 1991, 1992, 2011, 2017, 2020 e 2025 |                    |
|                    | Terceira Divisão   | 2                  | 1990 e 2015                         |                    |